# Papiro de Ahmes

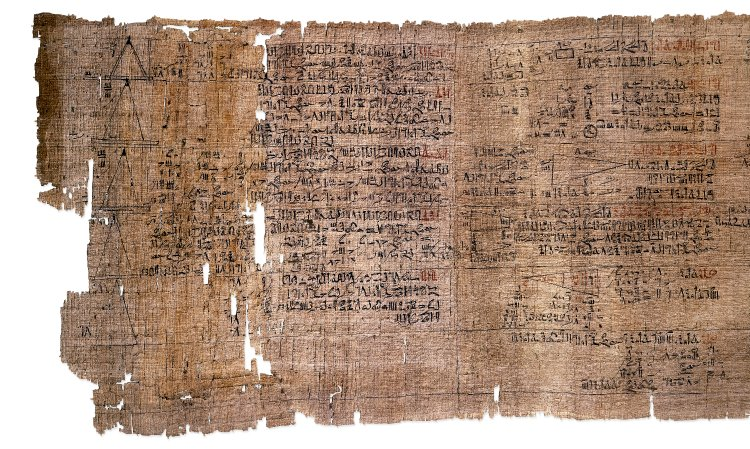
Papiro de Ahmes o papiro Rhind.

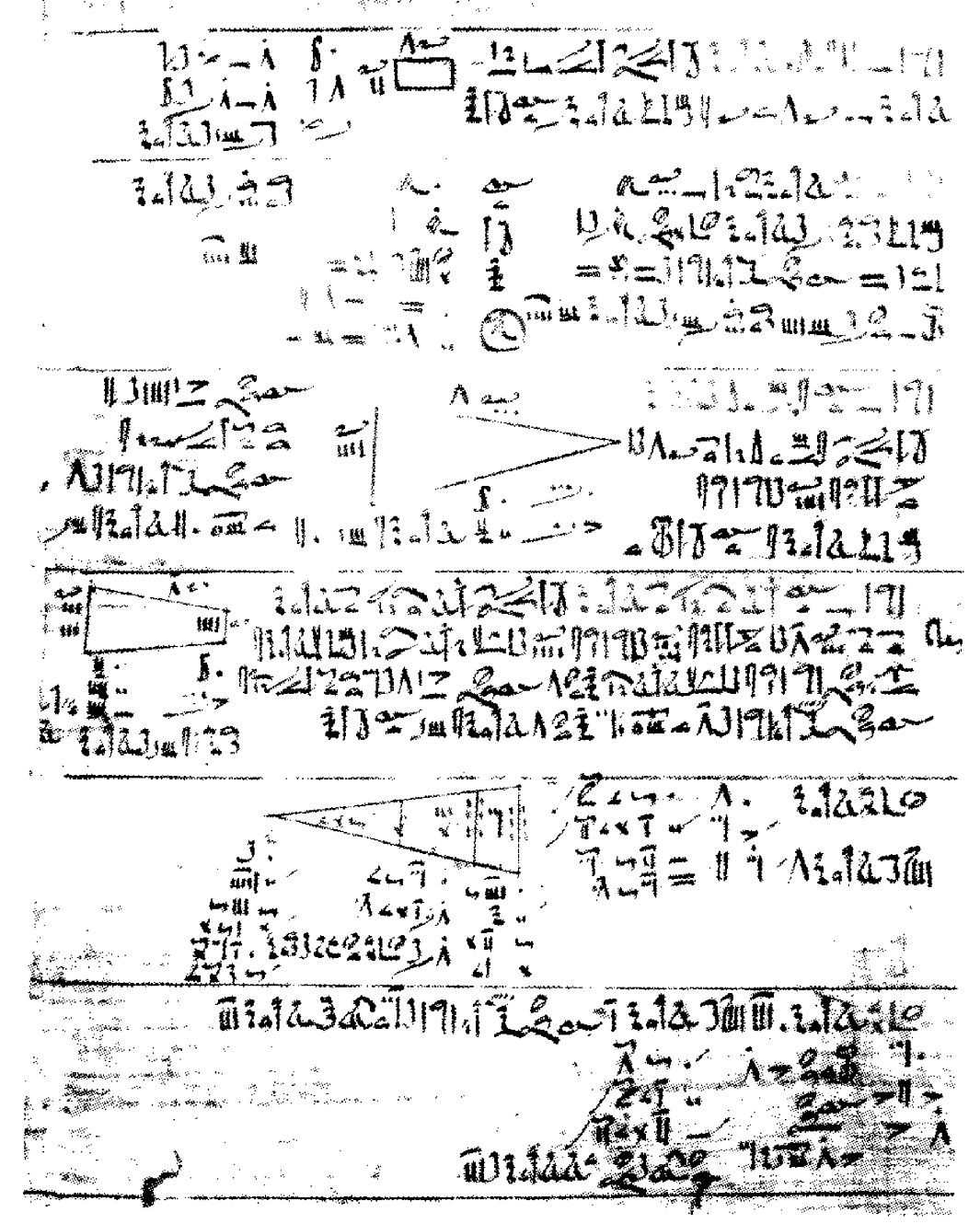
Detalle.

El papiro de Ahmes, más conocido como papiro matemático Rhind o simplemente papiro Rhind, es un documento de carácter didáctico que contiene diversos problemas matemáticos. Está redactado en escritura hierática y mide unos seis metros de longitud por 35 cm de anchura. Se encuentra en buen estado de conservación. El texto, obra del escriba Ahmes, bajo el reinado de Apofis I, es copia de un documento del siglo XIX a. C. de época de Amenemhat III.
El egiptólogo alemán August Eisenlohr (1832-1902) publicó la primera transcripción y estudio del papiro Rhind. Se han publicado después varios libros y artículos sobre el papiro matemático Rhind siendo el propio papiro publicado en 1923 por Peet, con un estudio de Griffith del texto destacado de los Libros I, II y III. Chace publicó un compendio en 1927/29 que incluía fotografías del texto. Una revisión más reciente del papiro Rhind fue publicada en 1987 por Robins y Shute.

## Historia
Fue escrito por el escriba Ahmes (A'h-mosè) a mediados del siglo XVI a. C., a partir de textos de trescientos años de antigüedad, según relata el propio Ahmes al principio del texto. El papiro fue encontrado en el siglo XIX, entre las ruinas de una edificación próxima al Ramesseum, y adquirido por Henry Rhind en 1858. A su muerte en 1864, el papiro fue donado junto con el rollo de cuero matemático egipcio al Museo Británico de Londres. Lamentablemente, el papiro se encontraba dividido en dos partes, y faltaba completamente una sección central de unos 18 cm. El corte pudo haber sido realizado por ladrones en época moderna con el fin de aumentar el valor de venta. En 1922 se encontraron por casualidad varios fragmentos de esta parte del papiro en la colección de la New York Historical Society, que resultaron claves para entender aspectos de la obra completa.
El documento se compone de 14 láminas, de unos 40 por 32 cm, y se encuentra dividido en varias partes: los papiros EA 10057 y EA 10058 se encuentran en el Museo Británico aunque no están expuestos al público. Los fragmentos recuperados de la sección perdida (37.1784E) se guardan en el Museo de Brooklyn.

## Texto

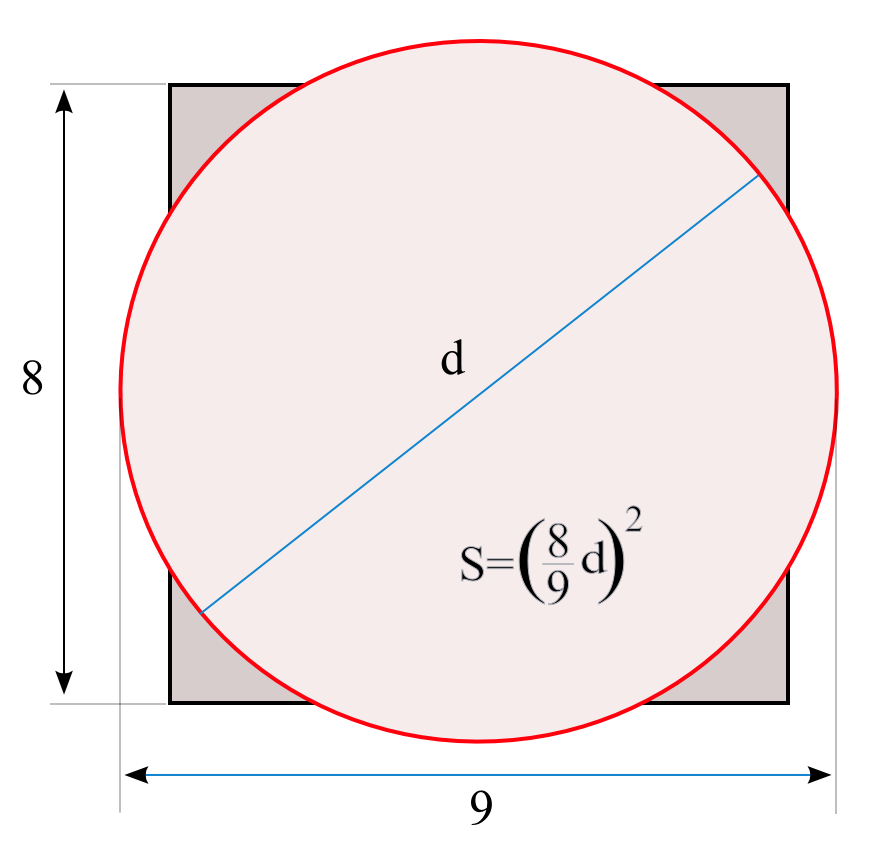
El área del círculo es igual a la del cuadrado cuyo lado vale los 8/9 del diámetro de aquel. (problema 50)

El papiro contiene 87 problemas matemáticos con cuestiones aritméticas básicas, fracciones, cálculo de áreas, volúmenes, progresiones, repartos proporcionales, regla de tres, ecuaciones lineales y trigonometría básica.
Se pueden clasificar en:
- operaciones con números enteros y fraccionarios (1 a 23, 47, 80, 81).
- resolución de ecuaciones de primer grado (24 a 27, 30 a 38).
- problemas de "pensar un número..." (28, 29).
- progresiones aritméticas (39, 40 y 64).
- volúmenes, capacidades y poliedros (41 a 46, 56 a 60).
- áreas de figuras planas (48 a 55).
- regla para obtener los 2/3 de números pares (61 y 61B).
- proporciones (62, 63, 65 a 68).
- progresiones geométricas (79).
- varios (80 a 87).

En él encontramos el tratamiento de las fracciones. Los antiguos egipcios no realizaban el cálculo de fracciones como lo conocemos hoy, pues escribían los números fraccionarios como suma de fracciones unitarias (las de la forma 1/n con n natural) distintas. Este tipo de sumas son conocidas hoy como fracciones egipcias.
El problema 50 establece que el área de un círculo de diámetro 9 equivale a la de un cuadrado de lado 8. Esto supone una notable aproximación del valor del número pi ({\displaystyle \pi }), todavía desconocido en aquella época. Como sabemos, el área de un círculo es igual a {\displaystyle \pi r^{2}}, por lo que partiendo de la fórmula planteada por el papiro, obtenemos:
{\displaystyle \left({\frac {8}{9}}d\right)^{2}=\left({\frac {8}{9}}2r\right)^{2}=\left({\frac {16}{9}}r\right)^{2}={\frac {256}{81}}r^{2}} , donde {\displaystyle {\frac {256}{81}}=3,160493...}, una aproximación bastante fiel al hoy conocido {\displaystyle \pi =3,141592...}